# Список сезонів МЛС
Major League Soccer (МЛС) — вища професіональною футбольна ліга у США та Канаді. У сезоні 2017 вона складається з 22 команд: 19 зі США і 3 з Канади. Ліга проводить свій турнір з 1996 року. Протягом року в турнірі розігрується певна кількість місць у плей-оф (в різні роки від 8 до 10, а з 2015 року — 12). Команди в лізі розділено на дві конференції — Західну і Східну. В сезонах 2000 та 2001 року ліга була поділена на три дивізіони — Західний, Центральний та Східний. Команда, яка показала найкращий результат з-поміж усіх команд нагороджується Supporters' Shield. У 2010 і 2011 роках розклад чемпіонату МЛС складався за круговою системою у два кола — кожна команда грала з кожною вдома і на виїзді. Із збільшенням кількості команд, починаючи з 2012 року ліга перейшла на незбалансований календар, який складається з урахуванням належності команди до певної конференції — 23 матчі проти команд з своєї конференції та 11 матчів проти команд з інших конференцій.
Формат стадії плей-оф, яка має назву Кубок МЛС, також в різні роки був різним. У сезоні 2017 року в плей-оф виходять 12 команд, по 6 з кожної конференції. В першому раунді між собою зустрічаються команди, що посіли 3 і 6
та 4 і 5 місця в конференціях. Перший раунд складається з одного матчу. На стадії півфіналів конференцій вступають в боротьбу команди, що посіли 1-2 місця в регулярному сезоні. Переможці півфіналів і фіналів конференції визначаються у двох матчах вдома і на виїзді. Фінал Кубка МЛС проводиться у форматі одного матчу. Переможець цього матчу і здобуває титул чемпіона МЛС. В історії МЛС шість разів команди вигравали Кубок МЛС і Supporters' Shield протягом одного сезону — «дубль». Гравець, котрий забив найбільше голів протягом регулярного сезону отримує нагороду — «Золотий бутс МЛС». Найкращий гравець усього чемпіонату отримує нагороду MVP.

## Список сезонів
| ☆ | Переможець Supporters' Shield |
| * | Команда зробила «дубль»       |

| Сезон | Команди | Матчі | Чемпіон               | Східна конференція    | Західна конференція   | Центральний дивізіон | MVP                      | Найбільш результативний гравець   | Відв.  | Посилання |
| ----- | ------- | ----- | --------------------- | --------------------- | --------------------- | -------------------- | ------------------------ | --------------------------------- | ------ | --------- |
| 1996  | 10      | 32    | Ді Сі Юнайтед         | Тампа-Бей М'ютені☆    | Лос-Анджелес Гелексі  | —                    | Карлос Вальдеррама       | Рой Лассітер                      | 17,406 | [ 1 ]     |
| 1997  | 10      | 32    | Ді Сі Юнайтед*        | Ді Сі Юнайтед☆        | Канзас-Сіті Візердз   | —                    | Прекі                    | Хайме Морено                      | 14,619 | [ 2 ]     |
| 1998  | 12      | 32    | Чикаго Файр           | Ді Сі Юнайтед         | Лос-Анджелес Гелексі☆ | —                    | Марко Етчеверрі          | Стерн Джон                        | 14,312 | [ 3 ]     |
| 1999  | 12      | 32    | Ді Сі Юнайтед*        | Ді Сі Юнайтед☆        | Лос-Анджелес Гелексі  | —                    | Джейсон Крайс            | Джейсон Крайс                     | 14,282 | [ 4 ]     |
| 2000  | 12      | 32    | Канзас-Сіті Візердз*  | Н-Й/Н-Д МетроСтарз    | Канзас-Сіті Візердз☆  | Чикаго Файр          | Тоні Меола               | Мамаду Діалло                     | 13,756 | [ 5 ]     |
| 2001  | 12      | 26–27 | Сан-Хосе Ерсквейкс    | Маямі Ф'южн☆          | Лос-Анджелес Гелексі  | Чикаго Файр          | Алекс Пінеда Чакон       | Алекс Пінеда Чакон                | 14,961 | [ 6 ]     |
| 2002  | 10      | 28    | Лос-Анджелес Гелексі* | Нью-Інгленд Революшн  | Лос-Анджелес Гелексі☆ | —                    | Карлос Руїс              | Карлос Руїс                       | 15,822 | [ 7 ]     |
| 2003  | 10      | 30    | Сан-Хосе Ерсквейкс    | Чикаго Файр☆          | Сан-Хосе Ерсквейкс    | —                    | Прекі                    | Карлос Руїс Тейлор Твеллмен       | 14,898 | [ 8 ]     |
| 2004  | 10      | 30    | Ді Сі Юнайтед         | Коламбус Крю☆         | Канзас-Сіті Візердз   | —                    | Амадо Гевара             | Едді Джонсон Браян Чінг           | 15,559 | [ 9 ]     |
| 2005  | 12      | 32    | Лос-Анджелес Гелексі  | Нью-Інгленд Революшн  | Сан-Хосе Ерсквейкс☆   | —                    | Тейлор Твеллмен          | Тейлор Твеллмен                   | 15,108 | [ 10 ]    |
| 2006  | 12      | 32    | Х'юстон Динамо        | Ді Сі Юнайтед☆        | Даллас                | —                    | Крістіан Гомес           | Джефф Каннінгем                   | 15,504 | [ 11 ]    |
| 2007  | 13      | 30    | Х'юстон Динамо        | Ді Сі Юнайтед☆        | Чівас США             | —                    | Лусіано Еміліо           | Лусіано Еміліо                    | 16,770 | [ 12 ]    |
| 2008  | 14      | 30    | Коламбус Крю*         | Коламбус Крю☆         | Х'юстон Динамо        | —                    | Гільєрмо Баррос Скелотто | Лендон Донован                    | 16,460 | [ 13 ]    |
| 2009  | 15      | 30    | Реал Солт-Лейк        | Коламбус Крю☆         | Ел-Ей Гелексі         | —                    | Лендон Донован           | Джефф Каннінгем                   | 16,037 | [ 14 ]    |
| 2010  | 16      | 30    | Колорадо Рапідз       | Нью-Йорк Ред Буллз    | Ел-Ей Гелексі☆        | —                    | Давід Феррейра           | Кріс Вондоловскі                  | 16,675 | [ 15 ]    |
| 2011  | 18      | 34    | Ел-Ей Гелексі*        | Спортінг Канзас-Сіті  | Ел-Ей Гелексі☆        | —                    | Двейн Де Росаріо         | Двейн Де Росаріо Кріс Вондоловскі | 17,872 | [ 16 ]    |
| 2012  | 19      | 34    | Ел-Ей Гелексі         | Спортінг Канзас-Сіті  | Сан-Хосе Ерсквейкс☆   | —                    | Кріс Вондоловскі         | Кріс Вондоловскі                  | 18,807 | [ 17 ]    |
| 2013  | 19      | 34    | Спортінг Канзас-Сіті  | Нью-Йорк Ред Буллз☆   | Портленд Тімберз      | —                    | Майк Магі                | Каміло Санвеззо                   | 18,608 | [ 18 ]    |
| 2014  | 19      | 34    | Ел-Ей Гелексі         | Ді Сі Юнайтед         | Сіетл Саундерз☆       | —                    | Роббі Кін                | Бредлі Райт-Філліпс               | 19,148 | [ 20 ]    |
| 2015  | 20      | 34    | Портленд Тімберз      | Нью-Йорк Ред Буллз☆   | Даллас                | —                    | Себастьян Джовінко       | Себастьян Джовінко Кай Камара     | 21,574 | [ 21 ]    |
| 2016  | 20      | 34    | Сіетл Саундерз        | Нью-Йорк Ред Буллз    | Даллас☆               | —                    | Давід Вілья              | Бредлі Райт-Філліпс               | 21,692 | [ 22 ]    |
| 2017  | 22      | 34    | Торонто*              | Торонто☆              | Сіетл Саундерз        | —                    | Дієго Валері             | Неманья Николич                   | 22,112 | [ 23 ]    |
| 2018  | 23      | 34    | Атланта Юнайтед       | Нью-Йорк Ред Буллз☆   | Спортінг Канзас-Сіті  | —                    | Хосеф Мартінес           | Хосеф Мартінес                    | 21,875 | [ 24 ]    |
| 2019  | 24      | 34    | Сіетл Саундерз        | Нью-Йорк Сіті         | Лос-Анджелес☆         | —                    | Карлос Вела              | Карлос Вела                       | 21,265 | [ 25 ]    |
| 2020  | 26      | 18–23 | Коламбус Крю          | Філадельфія Юніон☆    | Спортінг Канзас-Сіті  | —                    | Алехандро Посуело        | Дієго Россі                       | 14,913 | [ 26 ]    |
| 2021  | 27      | 34    | Нью-Йорк Сіті         | Нью-Інгленд Революшн☆ | Колорадо Репідз       | —                    | Карлес Жіл               | Валентин Кастельянос Ола Камара   | 15,350 | [ 27 ]    |
| 2022  | 28      | 34    | Лос-Анджелес*         | Філадельфія Юніон     | Лос-Анджелес☆         | —                    | Гані Мухтар              | Гані Мухтар                       | 21,033 | [ 28 ]    |
| 2023  | 29      | 34    | Коламбус Крю          | Цинциннаті☆           | Сент-Луїс Сіті        | —                    | Лусіано Акоста           | Деніс Буанга                      | 22,111 |           |